# Jakub z Nymburka
Jakub z Nymburka (kolem 1400 – 1446 Řím) byl 31. proboštem litoměřické kapituly sv. Štěpána v letech 1443–1446.

## Život
Kdy přesně nastoupil litoměřický probošt Jakub z Nymburka do čela litoměřické kapituly, není pro nedostatek dokladů možno uvést. Uvádějí se dvě data o jeho převzetí proboštské funkce. Snad již roku 1437, kdy v Čechách působil v letech 1436–1439 biskup Filibert z Coutances v Normandii, který stál v čele konzistoře pod jednou jako papežský administrátor (1437–1439) spolu s Prokopem z Kladrub. Jakub z Nymburka se každopádně stal litoměřickým proboštem nejméně od roku 1443.
Nový energický probošt založil ihned řadu akcí, aby se veliké ztráty litoměřické kapituly z předchozí doby buď pokusil získat zpět do přímé správy kapituly, nebo aspoň trval na náhradě škod. Důležitá je listina z 24. května 1443, dokládající, že litoměřické proboštství utrpělo veliké škody zpustošením pozemkového majetku; některé pozemky byly dokonce zcela ztraceny a další utrpěly velké škody. Probošt Jakub s kapitulním děkanem Matyášem z Častolovic (1443–1456), který, jak dosvědčuje pramen, „věnoval veškeré úsilí, pracoval jako duchovní ve dne v noci“. Kapitula litoměřická rozhodla, aby pozemky obce Podsedice, patřící děkanovi kapituly, byly dědičně pronajaty některým podsedickým osadníkům. Bylo přesně určeno, jaké mají tito nájemci povinnosti finanční, naturální, byli zproštěni robot a dalších povinností k vrchnosti. Aby bylo dosaženo vyšších výnosů a kultivace, rovněž také pěstování ovoce, chmele a vína, byly písemně sjednány smlouvy. Probošt Jakub z Nymburka po dobu své proboštské funkce věnoval většinu svého času úspěšnému řešení ukradených a zastavených statků proboštství a kapituly. Poslední z těchto smluv byla uzavřena 15. června 1445. Probošt Jakub z Nymburka zemřel údajně roku 1446 v Římě.